# 镇东街道
镇东街道，是中华人民共和国重庆市开州区下辖的一个乡镇级行政单位。

## 行政区划
镇东街道下辖以下地区：
睡佛社区、镇东社区、宏源社区、大丘村、风凰村、金果村、花果村和安居村。